# Club Deportivo Once Municipal
El Club Deportivo Once Municipal és un club de futbol salvadorenc de la ciutat d'Ahuachapán.

## Història
El club es fundà el 20 d'agost de 1945. Guanyà el primer campionat nacional la temporada 1948-49. Després del Clausura 2008 va descendir a segona divisió, poc després del seu segon títol, l'Apertura 2006.

## Palmarès
Lliga salvadorenca de futbol (2):
- - 1948-49, Apertura 2006